# Kim (Tschad)
Die Sprache Kim wird im südlichen Tschad von 15.000 Personen gesprochen und ist eine Mbum-Sprache.
Sie hat gewisse Ähnlichkeiten im Wortschatz mit den tschadischen Sprachen, die allerdings einer ganz anderen Sprachfamilie angehören – den afroasiatischen Sprachen. Es gibt starke Unterschiede zwischen den Dialekten. Die einzelnen Dialekte Garap (Éré), Gerep (Dschuman, Jumam), Kolop (Kilop, Kolobo) und Kosop (Kwasap, Kim) könnten auch als eigenständige Sprachen definiert werden.